# Conor Oberst
Conor Mullen Oberst (15 de fevereiro de 1980) é um compositor americano conhecido por seu trabalho no grupo de indie rock Bright Eyes (banda). Também colaborou em outros grupos, incluindo Desaparecidos, Commander Venus e Park Ave, e é co-fundador e sócio executivo dos selos independentes Team Love e Saddle Creek Records.